# Julio Pinedo

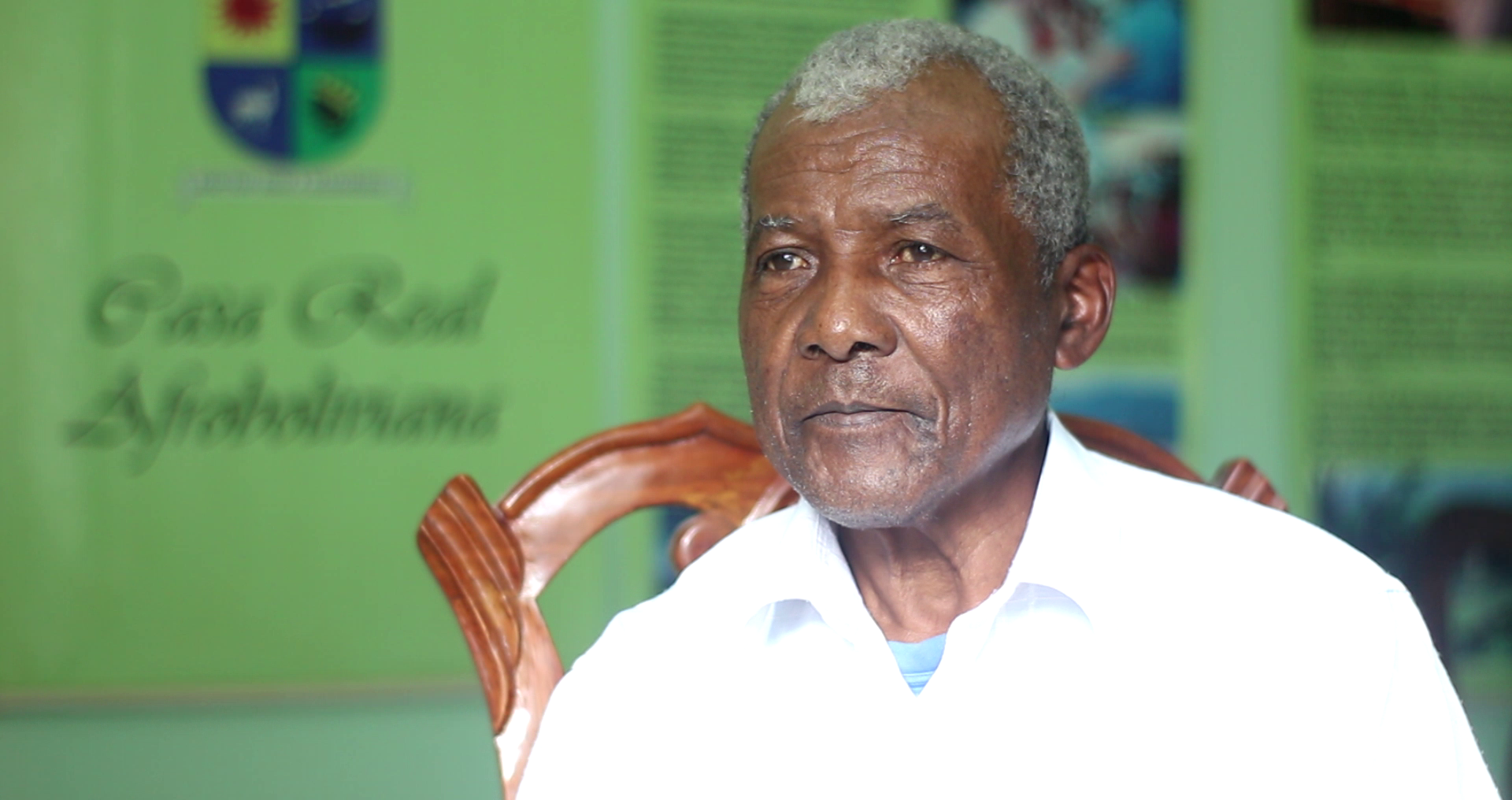
Julio Pinedo 2022

Wappen und Wahlspruch Julio Pinedos

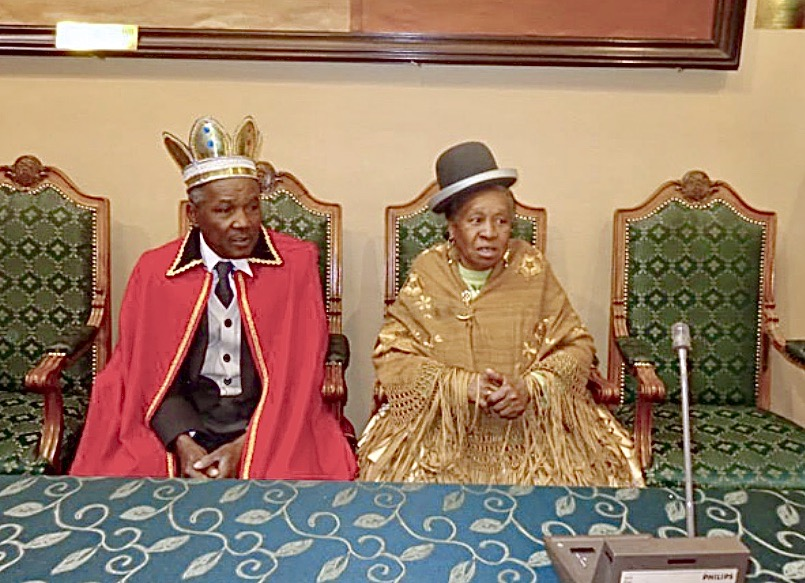
Julio und Angelica Pinedo

Julio Pinedo (auch: Julio Pinedo y Pinedo bzw. Don Julio I., * 19. Februar 1942, nach anderen Angaben: * 1953) ist ein bolivianischer Landwirt und Zeremonialkönig der afro-bolivianischen Gemeinde.

## Königtum und Wirken
Julio Pinedo wurde am 18. April 1992, mehr als 30 Jahre nach dem Tod des früheren Königs, seines Großvaters Bonifacio Pinedo († 1954), gekrönt.
Seine Position wurde vom bolivianischen Staat am 3. Dezember 2007 offiziell anerkannt, als er vom Präfekten von La Paz vereidigt wurde.
Eine der Aufgaben, die sich Julio Pinedo selbst gestellt hat, ist es die „traditionelle Kultur der Afro-Bolivianer zu bewahren, sie den jüngeren Generationen weiterzuvermitteln“.
Nachfolger von Julio Pinedo wird voraussichtlich sein Großneffe, Rolando Pinedo (* 30. Juli 1994, von Julio Pinedo adoptiert).
Wahlspruch des Königreichs ist: Ductus sum a majoribus (im Sinne von: Meine Vorfahren führen mich).
Gemäß der Königlichen Resolution Nr. 1 des Jahres 2012 vom 5. Januar wurde der Königliche Verdienstorden von Prinz Uchicho zur Erinnerung an den Ersten afro-bolivianischen König geschaffen, durch welchen in- und ausländische Personen geehrt werden sollen, die ein besonders engagiertes und wertvolles Verhalten gegenüber der afro-bolivianischen Gemeinschaft gezeigt haben.

## Leben
Julio Pinedo lebt in Mururata im Departement La Paz in Bolivien. Er bestreitet seinen bescheidenen Lebensunterhalt als Landwirt (spanisch Campesino) durch den Anbau von Zitrusfrüchten, Orangen, Mandarinen, Koka und Kaffee. Er lebt mit seiner Frau Angélica (geb. Larrea) in einfachen Verhältnissen. Angélica betreibt einen einfachen Laden in ihrem Wohnhaus. Die beiden sind seit über 50 Jahren verheiratet.
Angélica Pinedo war zweimal Bürgermeisterin von Mururata und unter ihrer Leitung wurde die Infrastruktur des Ortes verbessert.

## Herkunft und Vorfahren
Die Geschichte der Familie Pinedo ist mit dem Sklavenhandel der Spanier in Südamerika eng verbunden. Nachdem die indigene Bevölkerung Südamerikas von den Spaniern zu Sklavenarbeiten u. a. in den Minen in den Anden herangezogen wurde und viele davon starben, wurden Afrikaner als Sklaven ins Land geholt. Um 1820 wurde das letzte Sklavenschiff nach Südamerika geschickt, 1826 schaffte Bolivien die Sklaverei formell ab. Auf einem der letzten Sklavenschiffe soll sich Prinz Uchicho aus dem königlichen Haus von Senegal befunden haben (nach anderen Quellen aus dem Kongo). 1832 wurde er von den ehemaligen Sklaven zu ihrem ersten Oberhaupt gekrönt.
Die afro-bolivianische Bevölkerungsgruppe zählt seit der Verfassungsänderung 2009 zu einer der 36 anerkannten Minderheiten im Land.